# Завидо-Кудашеве
За́видо-Кудаше́ве — село Криворізької сільської громади Покровського району Донецької області, Україна.

## Символіка

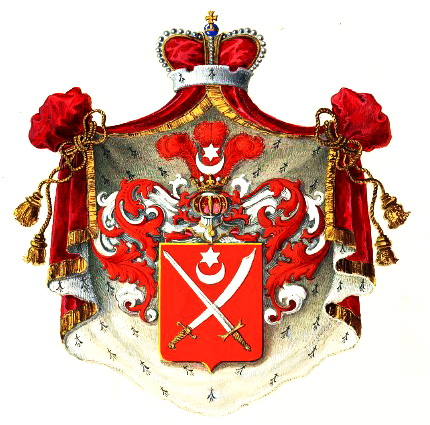
Родовий герб Кудашевих

На щиті червоного кольору в косий хрест вістрями догори покладено срібні східну шаблю та меч із золотими руків'ями. Поверх них срібна кирка із золотим руків'ям в стовп. Під нею срібна восьмипроменева зірка.
В основу герба покладений родовий герб Кудашевих, перехрещенні шабля і меч на червоному тлі. Зірка переміщена вниз, та додана кирка стилізована під півмісяць. 
Концепція мечів вписується в легенду про харцизів. Кирка символізує вуглевидобуток на кустарних шахтах, які працювали з 1884 по 1914 рік. Видобували вугілля вручну, підіймали на поверхню кіньми. 
Зірка та півмісяць - елементи герба Самарської паланки, в межах якої знаходилося поселення. 
Символіка не є офіційною і розроблена в рамках проєкту "Донеччина в гербах".

## Історія
Легенда говорить: "На Поповій горі було сім землянок із харцизами". Саме вони, за легендою, заснували село. Землю вони не обробляли, жили за рахунок грабежів перехожих на дорозі Сергіївка-Грішенно. У 19 столітті під час пошуку скарбів козацького отамана було знайдено козацьке кладовище. Розкопки фінансувала княгиня Катерина Іванівна Кудашева (1824—1914 рр.).
Перша документальна згадка про село міститься на мапі 1842 року, де воно позначене як село на 15 дворів. На той час це була власність представників знатного князівського роду татарського походження, а саме князя Кудашева О. С. і його дружини княгині Хлопової К. І.
До речі, князі Кудашеви були у прямому родинному зв'язку з Кутузовими, Реріхами, Мусоргськими і Бердяєвими.
Перша згадка в списках населених пунктів значиться в 1859 році, як землевласницьке село Завидове (Хлопова) у дев'яноста верстах від повітового міста Бахмут, при річці Бик. В селі було 35 дворів. Населення становило 128 чоловіків та 122 жінки. Прикріплене до другого стану, Бахмутського повіту.
У 1843-1868 роках село перенесли на нове місце. Після скасуванням кріпацтва частина княжих земель була взята в оренду, а 743 дес. були викуплені селянами.
У 1868 році село мало назву — Завидове. З 1884 року почала працювати шахта, яка належала княгині Кудашевій. Вугілля з шахти піднімали за допомогою коней, стовбур був вертикальний. Глибина шахти становила 38 м, пласт був порівняно невеликий. Щороку шахта видобувала 15 тис. пудів вугілля.
Див. також: Шахти села Завидо-Кудашеве.
За документами 1908 року в селі діяла земська школа. У 1912 році в селі з'явилися кравецька майстерня і школа рукоділля.
Востаннє перепис населення проводився у 2001 році, згідно з переписом проживає в селі 436 осіб.

## Жертви сталінських репресій
Кабанець Прокіп Йосипович, 1894 року народження, село Завидо-Кудашеве Добропільського району Донецької області, українець, освіта початкова,  безпартійний.  Проживав в селі Криворіжжя Добропільського району Донецької області. Бригадир шахти № 17-18. Заарештований 16 грудня 1937 року. Засуджений трійкою УНКВС по Донецькій області до розстрілу з конфіскацією майна. Даних про виконання вироку немає. Реабілітований у 1989 році.

## Підприємство
ТОВ «Насінневий завод»- вирощування зернових культур.

## Відомі люди
- Кудашева Катерина Іванівна — княгиня, власниця села.
- Павло Баранець — поет.
- Гутник Йосип Михайлович — голова колгоспу Перше Травня, Герой Радянського Союзу.